# Airtight Games
Airtight Games was een Amerikaanse onafhankelijke ontwikkelaar van videogames gevestigd in Redmond, opgericht in 2004. Het bedrijf bestond uit voormalige leden van FASA Studio, Will Vinton Studios en Microsoft, en verschillende andere studio's. Tot de belangrijkste leden behoorden voorzitter en creatief directeur Jim Deal, art director Matt Brunner en medeoprichter Ed Fries.

## Geschiedenis
Airtight Games werd in 2004 opgericht door het kernteam dat de Xbox titel Crimson Skies: High Road to Revenge' heeft uitgebracht. Hun eerste titel was het actiespel Dark Void uit 2010, uitgegeven door Capcom en uitgebracht voor de platforms Microsoft Windows, PlayStation 3 en Xbox 360.
In 2012 brachten ze een puzzelplatformgame uit met Square Enix als uitgever, getiteld Quantum Conundrum. Ze volgden dit op met twee mobiele games voor iOS in 2012 en 2013, en Soul Fjord, een hybride roguelike/ritmegame ontwikkeld als exclusieve titel voor de kortstondige Ouya console en uitgebracht in 2014.
In juni 2014 brachten ze het avonturen-mysteriespel Murdered: Soul Suspect uit, uitgegeven door Square Enix en uitgebracht voor Microsoft Windows, PlayStation 3, PlayStation 4, Xbox 360 en Xbox One. Eerder dat jaar had de studio 14 werknemers ontslagen en de creative director Kim Swift sloot zich aan bij Amazon Game Studios. Een maand later sloot Airtight Games in juli 2014.

## Games ontwikkelt
| Jaar | Titel                   | Uitgever       | Platform(s) | Platform(s) | Platform(s) | Platform(s) | Platform(s) | Platform(s) | Platform(s) |
| Jaar | Titel                   | Uitgever       | Ouya        | iOS         | PS3         | Win         | X360        | PS4         | XBO         |
| ---- | ----------------------- | -------------- | ----------- | ----------- | ----------- | ----------- | ----------- | ----------- | ----------- |
| 2010 | Dark Void               | Capcom         | Nee         | Nee         | Ja          | Ja          | Ja          | Nee         | Nee         |
| 2012 | Quantum Conundrum       | Square Enix    | Nee         | Nee         | Ja          | Ja          | Ja          | Nee         | Nee         |
| 2012 | Pixld                   | Airtight Games | Nee         | Ja          | Nee         | Nee         | Nee         | Nee         | Nee         |
| 2013 | DerpBike                | Airtight Games | Nee         | Ja          | Nee         | Nee         | Nee         | Nee         | Nee         |
| 2014 | Soul Fjord              | Airtight Games | Ja          | Nee         | Nee         | Nee         | Nee         | Nee         | Nee         |
| 2014 | 'Murdered: Soul Suspect | Square Enix    | Nee         | Nee         | Ja          | Ja          | Ja          | Ja          | Ja          |